# Únějovice
Únějovice (en allemand : Auniowitz) est une commune du district de Domažlice, dans la région de Plzeň, en République tchèque. Sa population s'élevait à 112 habitants en 2017.

## Géographie
Únějovice se trouve à 14 km à l'est-nord-est de Domažlice, à 36 km au sud-ouest de Plzeň et à 117 km au sud-ouest de Prague.
La commune est limitée par Koloveč au nord, par Chocomyšl à l'est, par Chudenice au sud-est, par Všepadly au sud et à l'ouest, et par Kanice au nord-ouest.

## Histoire
La première mention écrite de la localité date de 1379.